# Salla (Finlandia)
Salla (Kuolajärvi hasta 1936) es un municipio de Finlandia situado en la región de la Laponia y la subregión de Lapland del este.

## Historia
Las tropas soviéticas invadieron Finlandia en 1939 durante la Guerra de invierno pero fueron detenidas por el ejército finlandés en la Batalla de Salla. De acuerdo con el Tratado de Paz de Moscú, firmado en 1940, parte de este municipio fue cedido a la Unión Soviética después de la guerra. La zona cedida se conoce también con el nombre de Salla antigua o Vanha Salla.

Al iniciarse la Guerra de Continuación la parte antigua de Salla estaba en la parte soviética de la frontera. Las tropas alemanas del XXXVI Cuerpo de Ejército atacaron las posiciones soviéticas con ayuda de la 6.ª División de Montaña y miembros del ejército finlandés y consiguieron ocupar los territorios perdidos anteriormente. Hacia el final de la Segunda Guerra Mundial los finlandeses expulsaron a los alemanes durante la Guerra de Laponia.